# Phrynetoides minor
Phrynetoides minor là một loài bọ cánh cứng trong họ Cerambycidae.